# Патријарх Теодосије I Александријски
Теодосије I Александријски (ум. 5. јуна 566.) био је последњи александријски патријарх кога су признавали и коптски православни хришћани и халкидонски Мелхити.
Као наследник Тимотеја III, на захтев арапског краља Ел Харит ибн Џабала и настојања царице Теодоре, Јаков Барадеј је 543/4. године 543/4. године поставио Теодосија за универзалног епископа. Најпре су га признали цар Јустинијан I и Антиохијска патријаршија. Међутим, због његовог мијафизитског богословља био је одбачен од Александријске патријаршије и прогнан од стране цара Јустинијана 536. године. Уместо њега, Павле је изабран за патријарха.
Како су Копти наставили да признају Теодосија, црква се поделила између Копта и Мелхита. Овај раскол траје до данас.
Теодосије је провео последњих 28 година свог живота у затвору у Горњем Египту, а након његове смрти Коптска црква је изабрала Петра IV  за његовог наследника.
Теодосије се помиње у Коптском синаксару 28. дана Бауна (5. јуна), на дан његове смрти.